# Despair
Pour les articles homonymes, voir Despair (homonymie).
Pour plus de détails, voir Fiche technique et Distribution.
Despair (Despair - eine Reise ins Licht) est un  film germano-français de Rainer Werner Fassbinder sorti en 1978.

## Synopsis
La lente descente dans la folie d'un émigré russe, Hermann Hermann, magnat du chocolat, dans l'Allemagne des années 1930.

## Fiche technique
- Titre original : Despair - eine Reise ins Licht
- Réalisation : Rainer Werner Fassbinder
- Scénario : Tom Stoppard d'après le roman de Vladimir Nabokov
- Durée : 119 min
- Pays : Modèle:Allemagne de l'ouest |  France
- Langue : Anglais
- Couleur : Couleur
- Date de sortie : 19 mai 1978

## Distribution
- Dirk Bogarde : Hermann Hermann
- Andréa Ferréol : Lydia
- Klaus Löwitsch : Felix Weber
- Volker Spengler : Ardalion
- Peter Kern : Müller
- Alexander Allerson : Mayer
- Gottfried John : Perebrodov
- Hark Bohm : le docteur
- Bernhard Wicki : Orlovius
- Isolde Barth
- Ingrid Caven : la réceptionniste de l'hôtel
- Adrian Hoven : Inspecteur Schelling
- Roger Fritz : Inspecteur Braun
- Voli Geiller : Madame
- Hans Zander : le frère de Müller

## Distinctions
- Prix de la réalisation, du montage et de la production aux Prix du film allemand en 1978.
- Le film a été présenté en sélection officielle en compétition au Festival de Cannes 1978.